# Bajo la sombra de los almendros
Bajo la sombra de los almendros fue una telenovela mexicana que se transimitió por XHTV-TV Canal 4 de Telesistema Mexicano (hoy Televisa) en 1961. Fue protagonizada por Silvia Derbez y Guillermo Orea.

## Elenco
- Silvia Derbez
- Guillermo Orea
- José Baviera
- Nora Veryán

## Datos a resaltar
- La telenovela está grabada en blanco y negro.
- No se tienen más datos sobre la telenovela.